# Nokia 6630

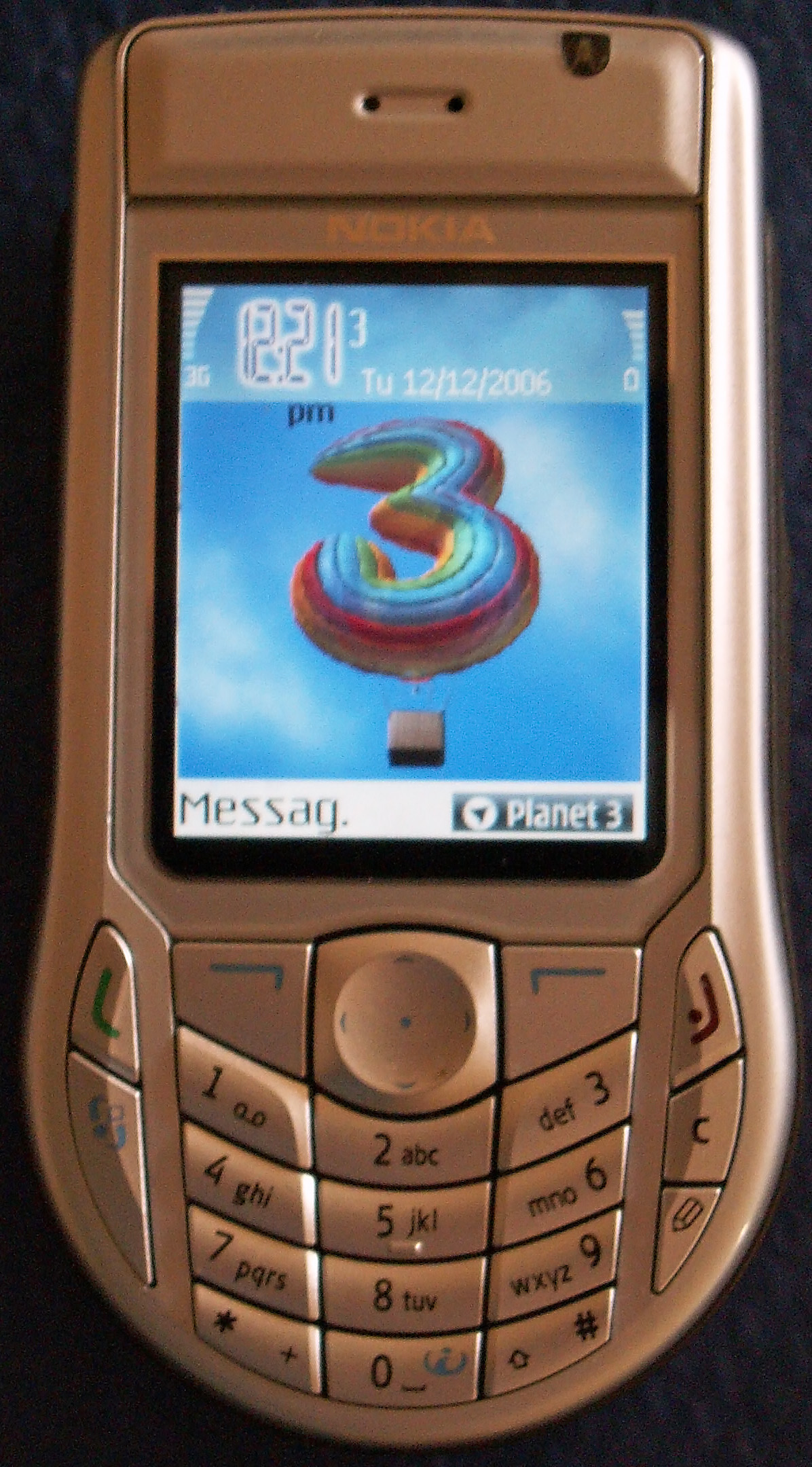
Nokia 6630, neboli „sněhulák“

Nokia 6630, jinak také „sněhulák“ je smartphone, představený v červnu 2004. Využívá operační systém Symbian OS Series 60, má slot pro paměťové karty Reduced Size Dual Voltage MMC (RS-DV-MMC), je to první smartphone značky, nabízející možnost stereofonního přehrávání hudby ve formátu Mp3. Má jako řada předchozích typů 18bitový (262 144 barev) barevný display o rozlišení 176 × 208 bodů. Jeho další hlavní prvky jsou podpora bezdrátového rozhraní bluetooth, 1,23megapixelový fotoaparát. Nemá ale, na rozdíl od řady předchozích typů, infračervený port. Dále také obsahuje kancelářské pomůcky a programy pro osobní organizaci, včetně programů kompatibilních s Microsoft Office.
Nokia 6630 je jeden z prvních chytrých telefonů značky, podporujících sítě třetí generace (ale s maximální rychlostí přenosu dat jen 384 kbps). Nedisponuje také zatím ještě integrovanou přední kamerou pro videohovory (lze však připojit externí), to umožnil až následný typ Nokia 6680.